# ۱۲۲۱ (قمری)
۱۲۲۱ (قمری)، هزار و دویست و بیست و یکمین سال در گاهشماری هجری قمری است. اول محرم این سال برابر با بیست و یکم مارس سال ۱۸۰۶ میلادی است.

## وابسته
- شیعه‌ستیزی